# Radhošť
Der Radhošť (deutsch Radhoscht, auch Radegast) ist ein 1129 m hoher Berg der Mährisch-Schlesischen Beskiden. Er liegt in der Mährischen Walachei, Mähren, Tschechien, östlich der Stadt Rožnov pod Radhoštěm. Sein Name geht mit einiger Sicherheit auf Radhošť (Radegast), einen Gott der Slawen zurück. Dieser gilt als Gott des Krieges, des Sieges, der Gastfreundschaft und der Fülle.

## Beschreibung und Name

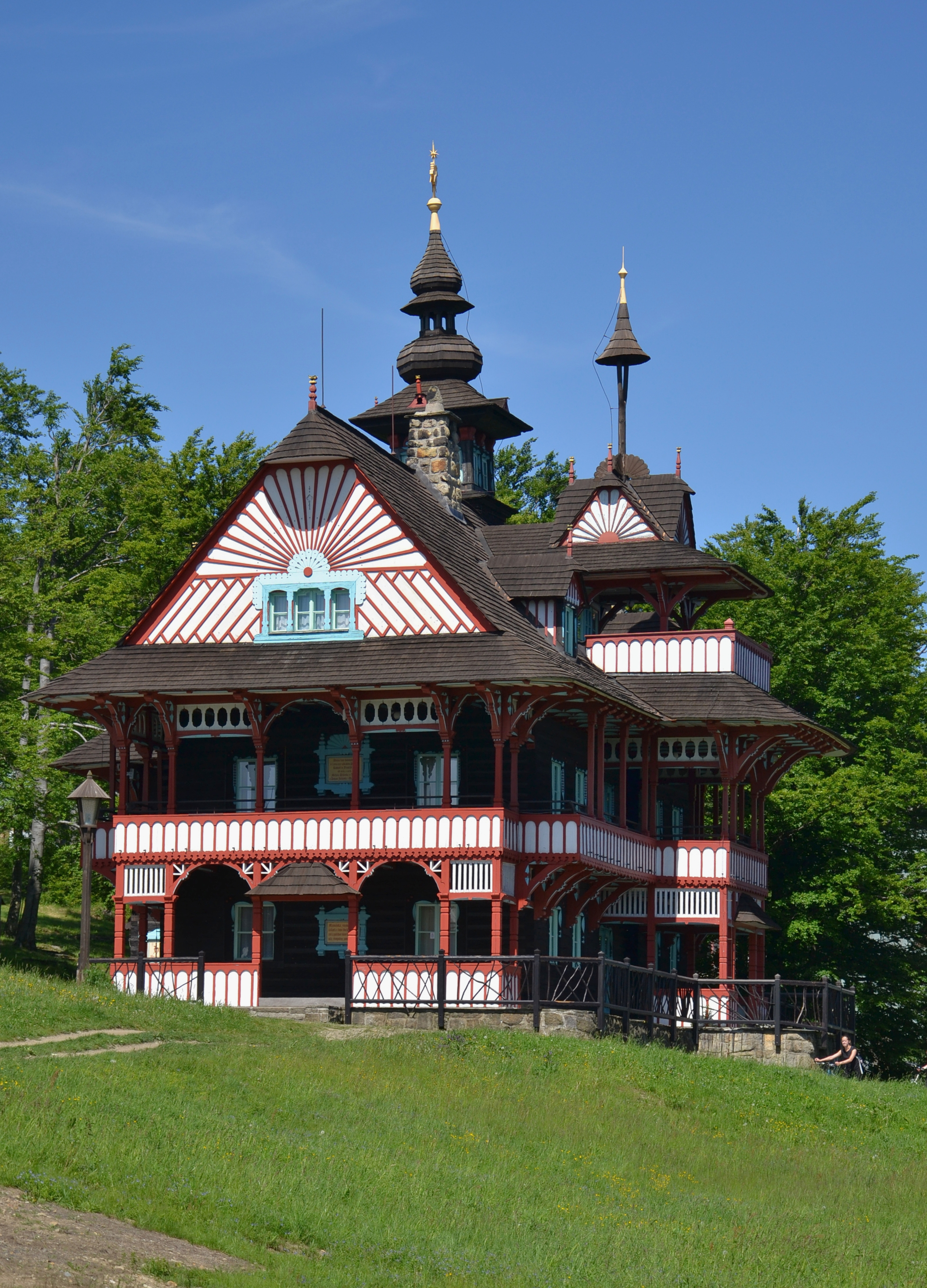
Pustevny

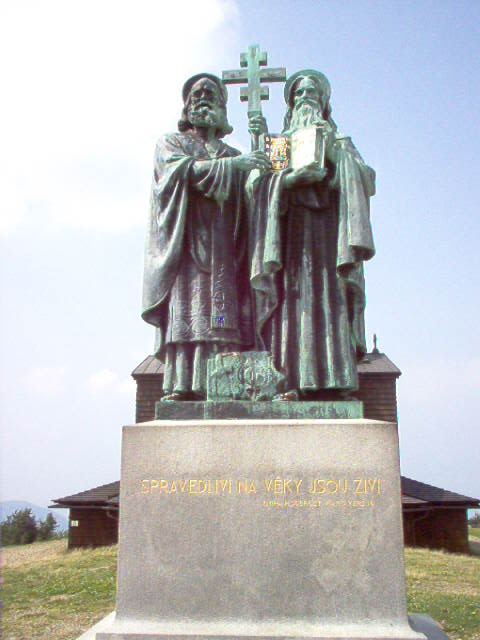
Kyrill und Method

Auf dem langgestreckten Bergrücken befinden sich in Pustevny mehrere hölzerne Berghütten aus der Zeit der Wende vom 19. zum 20. Jahrhundert in nachempfundener walachischer Bauweise, die bereits als Ausflugsziel gebaut wurden.
Im Westen des Bergrückens, mit Blick auf das im Tal liegende Rožnov pod Radhoštěm (Rosenau unter dem Radhoscht) steht eine kleine 1898 erbaute Kirche, die den Slawenaposteln Kyrill und Methodius geweiht ist, die auf ihren Missionsreisen auch die Bewohner des Großmährischen Reichs zum Christentum bekehrt haben sollen. Allerdings nicht immer auf die feine Art, wie die Legende erzählt: sie ließen ein früheres Standbild des heidnischen Gottes Radegast auf dem Berg zerstören und errichteten an dessen Stelle ein Kreuz.
Die Statuengruppe des Kyrill und Method sowie eine neue Statue des Gottes Radhost (Höhe 3,20 m) gestaltete der aus Mähren stammende USA-Bildhauer Albín Polášek aus Kunststein. Beide Gruppen hat er in den 1940er Jahren dem Verein Pohorská jednota Radhošť´ geschenkt, der sie am und auf dem Gipfelplateau aufstellen ließ.
Die Kapelle, ursprünglich ein Steinbau, wurde in den 1920er Jahren zum Schutz vor Witterungseinflüssem mit Schindeln verkleidet. Im Jahre 2000 wurden der Glockenturm in Stand gesetzt und die Kuppel vergoldet. Sowohl die Kapelle als auch die Statuen werden von der Radhošť-Gesellschaft instand gehalten.
Der Name des Berges wandelte sich von Mons Radhost (lateinisch für Radhostberg) auf der Comenius-Karte von Mähren (1627), dann 1663 Radgost, Rádihost, 1702 Radosscz, 1720 Radagost, 1810 „Radhošť“, 1820 Radgost, Radhost, zu Radhoscht.